# Spaniocentra clavata
Spaniocentra clavata är en fjärilsart som beskrevs av Holloway 1982. Spaniocentra clavata ingår i släktet Spaniocentra och familjen mätare. Inga underarter finns listade i Catalogue of Life.